# Filago contracta
Filago contracta là một loài thực vật có hoa trong họ Cúc. Loài này được (Boiss.) Chrtek & Holub mô tả khoa học đầu tiên năm 1963.